# Dispositionsprincipen
Dispositionsprincipen, juridik, den på parternas rätt att förfoga över tvistens föremål vilande grundsatsen, att de själva må bestämma över rättegångens utförande.